# 환상의 커플 (드라마)
《환상의 커플》은 2006년 10월 14일부터 2006년 12월 3일까지 방송된 MBC 주말 특별기획 드라마다.
할리우드 코미디 영화 《환상의 커플》(원제: Overboard)을 리메이크했는데 사실 '꼬라지 하고는~' 등의 대사 뿐 아니라 드라마에 등장하는 자장면, 막걸리는 원작 영화에 존재하지 않는다. 그 대신 오만하고 건방진 재벌 안나 조와 뻔뻔하고 단순한 장철수가 우연히 만나 안나 조의 기억상실로 인해 서로 얽히면서 벌어지는 이야기를 다뤘다.

## 등장 인물

### 주요 인물
- 한예슬 : 안나 조/나상실 역 (아역 김예원)

재미 교포 재벌의 딸로, 언행이 건방지고 거침없다. 하지만 기억을 잃어버린 후 장철수에게서 "어이상실, 개념상실, 인격상실, 기억상실, 나상실"이라는 새 이름을 얻고 그의 집에서 식모 일을 하면서 살게 된다. 평생 살아오면서 한번도 먹지 않았던 자장면과 막걸리를 먹고 그 맛에 반해버린다. 또한 소파에서 편하게 자도록 열선을 설치해주는 등 말없이 자신을 보살피는 장철수의 영향으로 다른 사람의 호의에 감사할 줄을 알게 된다. 그래서 기억이 되돌아온 뒤에 리조트 직원들은 달라진 '사모님'을 보면서 놀란다.
유행어
| “ | 꼬라지 하고는~ | ” |

| “ | 프린세스~! 웨어 알 유~!! | ” |

- 오지호 : 장철수 역

소규모 건설업체의 사장으로 돈에 대한 집념과 끈기가 강한데, 이는 세 조카를 돌보기 위해서이다. 남해군의 잡다한 공사는 다 맡아서 한다고 한다.
- 김성민 : 빌리 박 역

안나 조의 남편으로, 거대 부동산 업체의 사장이지만 여리고 소심하다. 안나 조가 기억을 잃어버린 것을 알면서도 방관하다 안나 조에 대한 사랑을 잊을 수 없어 다시 되찾게 되지만, 기억을 다시 되찾은 안나 조는 그 사실을 알고 외면하게 된다.
- 박한별 : 오유경 역

조건 좋은 남자와 파혼한 후 예전에 자신을 좋아했던 철수에게 끌리기 시작한다.

### 그 밖의 인물들
- 김광규 : 공영구 실장 역

빌리 박의 비서로, 철수와 상실의 사이를 조사하다가 우연히 리조트에 일용직 노동자로 일하러 온 첫사랑 계주를 만난다. 자신을 빵구라는 애칭으로 부르는 계주에게 리조트의 온천에서 동네 아줌마들과 목욕하도록 해주는 등의 호의를 보인다. 당연히 이들의 사랑은 무르익어간다.
- 김정욱 : 하덕구 역

철수 회사의 직원으로, 강자가 짝사랑하는 인물.
- 이미영 : 우계주 역

덕구의 어머니로, 철수의 부모와 형제마저 죽자 철수를 거두어 준다. 일용직 노동자로 채용되어 일하러 온 리조트에서 잠시 용변을 보다가 영구를 만나게 되어 사랑에 빠지게 된다. 철수와 미스 나의 사랑을 기대하면서도 성격이 냉정한 미스 나가 철수와 헤어질 것이라고 생각한다.
- 정수영 : 강자 역

미워할 수 없는 그녀, 동네에서 알아주는 부자의 딸이며, 상실과는 둘도 없는 친구이다. 자주 동네슈퍼의 물건을 훔쳐 달아나 곤욕을 치르곤 한다. 언제나 눈이 오기만을 기다린다.
- 이석민 : 장준석 역. 장철수의 첫번째 조카
- 김태윤 : 장윤석 역. 장철수의 두번째 조카
- 박준목 : 장근석 역. 장철수의 막내 조카
- 이상이 : 심효정 역. 초등학교 선생님, 오유경의 친구
- 홍혜령
- 민병애 : 목욕탕 손님 역
- 김선녀
- 박진성
- 김현경
- 김고운
- 박민정
- 원금희
- 강인아 : 안나에게 우산 씌어준 남자의 부인 역
- 송경의 : 애견샵 주인 역
- 윤정은 : 비행기에서 안나 뒷자석에 탄 아이 역
- 단강호 : 의사 역
- 우지원
- 박성균 : 해양경찰 역
- 이하연
- 김가희
- 최형근
- 이기상
- 이인선 : 슈퍼 주인 역
- 서정주 : 유경과 효정의 친구 역
- 이혜인
- 김광인 : 철수와 잘 아는 택시기사 역
- 서현탁
- 인천용
- 정유경
- 서일현
- 서인석
- 현영임 : 빌리 박을 칭찬하는 캐디 역
- 권영경 : 빌리 박을 칭찬하는 캐디 역
- 정계영
- 유승민 : 핸드폰 매장 직원 역
- 김태영 : 기억상실증에 대해 얘기해주는 의사 역
- 김건호 : 고깃집 개업한 조기축구회 총무 역
- 신선희 : 화장품매장 직원 역
- 이진주
- 공재원 : 의사 역
- 이진화
- 김선은 : 안나가 소유한 배에서 일했던 남자 역
- 김도자
- 손희순 : 안나 조의 할머니 역
- 김민채 : 실종자센터의 직원 역
- 맹봉학 : 강자의 아버지 역 - 마을 이장
- 김진양 : 강자의 어머니 역
- 이두경 : 강자의 오빠 역
- 백재민 : 강자의 오빠 역
- 한홍우
- 김홍수 : 건설회사 간부 역
- 최윤준 : 공사장 인부 역
- 하주희 : 빌리 박이 꽂힌 호텔녀 역
- 최성웅 : 경운기 운전하는 남자 역
- 설지윤 : 리조트 직원 역
- 전해룡 : 택시기사 역
- 이정수
- 홍승범 : 리조트 직원 역

### 특별 출연
- 이수나 : 목욕탕 주인 역
- 송병준 : 안나에게 우산 씌어주는 남자 역

## 시청률
| 회차        | 방송일           | TNS 시청률(수도권) | AGB 시청률(전국) |
| ----------- | ---------------- | ------------------ | ---------------- |
| 제1회       | 2006년 10월 14일 | 11.1%              | 10.4%            |
| 제2회       | 2006년 10월 15일 | 10.9%              | 9.9%             |
| 제3회       | 2006년 10월 21일 | 12.5%              | 11.0%            |
| 제4회       | 2006년 10월 22일 | 13.6%              | 11.7%            |
| 제5회       | 2006년 10월 28일 | 16.6%              | 14.6%            |
| 제6회       | 2006년 10월 29일 | 15.1%              | 11.8%            |
| 제7회       | 2006년 11월 4일  | 11.7%              | 11.4%            |
| 제8회       | 2006년 11월 5일  | 13.7%              | 11.4%            |
| 제9회       | 2006년 11월 11일 | 13.5%              | 12.9%            |
| 제10회      | 2006년 11월 12일 | 13.7%              | 13.2%            |
| 제11회      | 2006년 11월 18일 | 14.9%              | 12.7%            |
| 제12회      | 2006년 11월 19일 | 16.1%              | 15.8%            |
| 제13회      | 2006년 11월 25일 | 16.4%              | 14.1%            |
| 제14회      | 2006년 11월 26일 | 17.1%              | 16.7%            |
| 제15회      | 2006년 12월 2일  | 21.1%              | 18.6%            |
| 제16회      | 2006년 12월 3일  | 22.7%              | 21.4%            |
| 평균 시청률 | 평균 시청률      | 15.0%              | 13.6%            |

## 수상
- 2006년 MBC 연기대상 여자 우수상, 여자 인기상, 베스트 커플상 한예슬
- 2006년 MBC 연기대상 남자 인기상, 베스트 커플상 오지호
- 2006년 MBC 연기대상 최고의 드라마상

## 제작 과정

### 캐스팅
- 처음에 엄정화가 조안나 역으로 거론되었지만 음반(9집) 활동과 영화 <Mr. 로빈 꼬시기> 촬영 스케줄 문제로 거절하였다.[2] 엄정화 외에도 김현주, 최강희, 정혜영이 조안나 역으로 낙점됐으나 모두 개인사정으로 고사했다.
- 오지호가 맡았던 장철수 역은 당초 지진희, 강지환, 권오중이 거론됐지만 다른 드라마나 영화 촬영 등의 사정으로 출연이 불발돼 캐스팅에 난항을 겪었다.
- 캐스팅 난항으로 제작이 늦어지자 MBC는 2006년 10월 1일 추석 특선영화 구세주를[3] 내보냈다.
- 조안나 역으로 나온 한예슬은 해당 드라마에 앞서 2006년 상반기 때 방영될 MBC 《하늘땅 별땅》에 캐스팅되었는데[4] 이 드라마 때문에 MBC <넌 어느 별에서 왔니> 캐스팅 제의를 고사했다. 하지만, 한예슬이 출연할 예정이었던 <하늘땅 별땅>은 2006년 2월 MBC 측에서 "드라마 편성이 불가능해졌다"는 통보를 하여 제작이 무산되는 수모를 겪었다[5].
- 김광규(공영구 역)는 해당 작품에서 조안나 역 물망에 오른 김현주와 동명이인이었던[6] 탤런트 김현주와 함께 KBS 2TV <헬로! 애기씨>에서 호흡을 맞췄다[7].

### 촬영지
- 철수가 사는 집 근처에 있는 붉은 지붕집들은 독일주택이라고 불리는데, 서독에서 살다가 온 사람들을 위해 지은 서양건물이다.
- 장철수집 내부는 제작진이 별도로 구성한 세트장에서 촬영되었다.
- 조안나가 처음으로 등장하는 미술품 경매장 장면은 재촬영되었고 이전 촬영분은 일부 홍보용 스틸 사진으로만 남아 있다.
- 조안나와 장철수가 처음 만나는 빗속 자동차 사고 장면은 3일간 촬영이 진행되었다.
- 극 중 조안나의 소유인 남해 리조트는 촬영 당시에도 공사가 진행 중인 곳이 있었다.
- 남해 리조트 장면 중 일부는 서울의 한 호텔에서 촬영되었다.
- 극 중 철수네 집에서 부흥건업까지는 어느 느티나무를 지나가는 것으로 나왔지만 실제로는 내리막길로 내려가기만 해도 쉽게 찾을 수 있다. 현재 부흥건업은 없어진 상태이다.

### 촬영
처음 4회 분량을 촬영한 후에 제작발표회에 들어갔고 6회 이후부터는 주중에 촬영해서 주말에 방영하는 속칭 '생방송 드라마' 체제로 넘어갔다. 그 때문에 팀을 두 개로 나눠도 시일이 촉박해서 2006년 11월 26일에 방영된 14회 엔딩씬은 그날 새벽까지 촬영이 계속되었고, 16회는 테이프 두 권으로 나눈 편집 분량 중에 앞부분이 방송중인 상황에서 뒷부분을 편집하기까지도 했다.

## 참고 사항

### 부가 판권
대한민국에서 7개 디스크로 구성된 DVD 박스세트가 프리미어엔터테인먼트를 통해 2007년 2월 28일부터 시판되었다. 출시된 DVD는 감독판으로서 전편에 걸쳐 미공개 장면이 추가되고 음악 편집이 바뀌었으며 1~2회, 15~16회에 제작진 음성해설이 포함되었다.

### 그 외
- MBC는 해당 드라마에 앞서 《스위트 가이》를 편성할 예정이었지만 에릭의 이중계약 논란 등으로 편성이 무산됐다.[8]
- 주인공 이름인 조안나는 원작 영화 여주인공 이름 '조안나 스테이톤(Joanna Stayton)'에서 따왔다.
- 토, 일 오후 9시 40분에 방송되는 MBC 주말특별기획드라마 중 사상 처음으로 시청률 20%를 넘겼다.
- 조안나의 나이는 1회에서 장철수가 내건 현수막에 30대 초중반으로 적혀 있지만, 조안나를 연기한 한예슬은 제작 당시 만 25세였다.[9]
- 조안나의 애완동물 고양이는 각각 프린세스, 프린스로 이름 붙여진 암, 수 두마리가 있었으며 컨디션이 좋은 고양이를 때에 따라 다르게 골라서 촬영하였다.
- 장철수가 키우는 개 꽃순이는 남해군 현지에서 10만원을 주고 구입했다고 전해지는데, 짖지 못하도록 성대수술이 되어 있어서 개가 짖는 소리는 전부 대역을 써서 후시녹음되었다.